# Гори, Элай
Эла́й Го́ри (англ. Eli Goree) — канадский актёр. Наиболее известен по роли Уэллса Джахи в телесериале «100».

## Биография
Гори вырос в социальном доме в Галифаксе, Канада.
Телевизионную карьеру начал в шестилетнем возрасте, появившись в «Парке Сезам», канадской версии «Улицы Сезам».
В 2003 году он был ведущим программы на студенческом радио CKDU-FM. В 2006 году он был одним из ведущих финального сезона сериала CBC «Уличные центы». В том же году начал работать журналистом-фрилансером для Canada Now.
В 2009 году он играл Малика в популярном сериале Global TV «Завиток в моих волосах». Кроме того он появился в сериале Vision TV «Душа».
Также выступал на сцене: сыграл Джейка, главную роль, в тепло принятом критиками спектакле «Тайны чёрного мальчика (2009)».
В 2010 году Гори играл в мокьюментари «Поимели вчистую», а также в гостевых ролях в сериалах The CW «Сверхъестественное» и «Доктор Эмили Оуэнс»; кроме того он появился в научно-фантастическом мини-сериале Showcase «Ева-разрушительница» и полицейской драме CTV «Мотив».
В 2014 году он получил роль Уэллса Джахи в первом сезоне пост-апокалиптической драмы The CW «100».
Первым кинопроектом, где Гори сыграл одну из ведущих ролей, стал фильм о спорте «Сила воли» (2016). В том же году Гори получил одну из ведущих ролей в телесериале ужасов Freeform «Разгар лета».

## Фильмография
| Год         | Название на русском              | Название на английском            | Роль                | Примечание                               |
| Кино        | Кино                             | Кино                              | Кино                | Кино                                     |
| ----------- | -------------------------------- | --------------------------------- | ------------------- | ---------------------------------------- |
| 2014        | Годзилла                         | Godzilla                          | офицер полиции №3   |                                          |
| 2016        | Сила воли                        | Race                              | Дэйв Албриттон      |                                          |
| Телевидение |                                  |                                   |                     |                                          |
| 2006        | Север/юг                         | North/South                       | Тайсон              |                                          |
| 2006        | Уличные центы                    | Street Cents                      | ведущий             |                                          |
| 2009        | Душа                             | Soul                              | Самсон              | 4 эпизода                                |
| 2009        | Горячая точка                    | Flashpoint                        | Джермейн            | Эпизод "Aisle 13"                        |
| 2009        | Завиток в моих волосах           | Da Kink in My Hair                | Малик               | Основной состав; 1-2 сезоны; 13 эпизодов |
| 2010        | Поимели вчистую                  | Pure Pwnage                       | Тайрел              | 6 эпизодов                               |
| 2012        | Сверхъестественное               | Supernatural                      | Маркус              | Эпизод "The Born-Again Identity"         |
| 2012        | Похищенная: История Карлины Уайт | Abducted: The Carlina White Story | Карл Тайсон 1987    | ТВ фильм                                 |
| 2012-13     | Доктор Эмили Оуэнс               | Emily Owens, M.D.                 | интерн Боуман       | 4 эпизода                                |
| 2013        | Ева-разрушительница              | Eve of Destruction                | Безумный шляпник 53 | Мини-сериал; 2 эпизода                   |
| 2013        | Мотив                            | Motive                            | смотритель Граем    | Эпизод "Fallen Angel"                    |
| 2014        | Далеко от дома                   | Far From Home                     | Руди                | ТВ фильм                                 |
| 2014        | 100                              | The 100                           | Уэллс Джаха         | Основной состав; 4 эпизода               |
| 2015        | Рождественское перемирие         | Christmas Truce                   | Дженсен             | ТВ фильм                                 |
| 2016        | Разбивающая сердца               | Heartbeat                         | Томас               | Эпизод "Pilot"                           |
| 2016        | Легенды завтрашнего дня          | Legends of Tomorrow               | Джеймс Джексон      | Эпизод "Last Refuge"                     |
| 2016        | Разгар лета                      | Dead of Summer                    | Джоэл Гудсон        | Основной состав; 1 сезон; 9 эпизодов     |
| 2022        | Периферийные устройства          | The Peripheral                    | Коннер Пенски       |                                          |